# 二東ジャパン
株式会社二東ジャパン（イードンジャパン、英文名称E-DONG JAPAN CO.,LTD.は、東京都新宿区に本社のある企業。設立当初は韓国の白雲渓谷にある二東酒造からマッコリを輸入し、日本の食品商社を通じて居酒屋や酒類安売店などに販売していた。2011年7月に、卸売り事業を子会社の株式会社E-DONに引き継ぎ、親会社である二東ジャパンは外食事業に特化する体制に移行した。韓国食彩『にっこりマッコリ』を展開している。